# Romain Poite
Romain Poite, né le 14 septembre 1975 à Rochefort (Charente-Maritime), est arbitre international de rugby à XV.

## Carrière d'arbitre
En 2009, il officie trois fois comme juge de touche dans le tournoi des six nations. En 2010, il dirige son premier match comme arbitre du Tournoi des Six Nations (Irlande-Italie).
En 2011, il est désigné sur 2 matches du Tournoi des Six Nations (Irlande-Italie et Angleterre-Écosse).
Il est également sélectionné comme arbitre de la finale de la H-Cup 2011 entre Northampton et le Leinster a Cardiff.

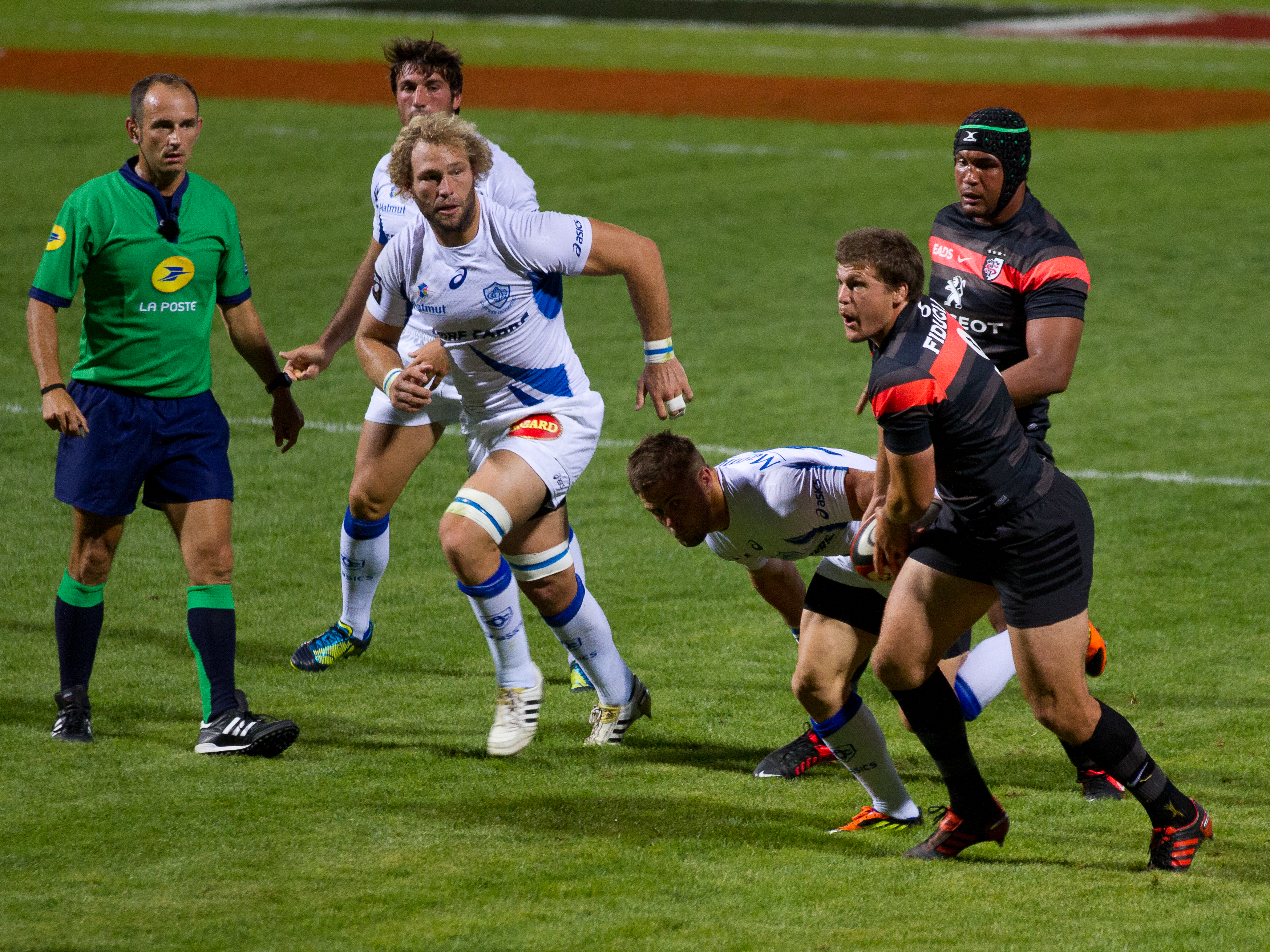
Romain Poite, arbitrant le match Stade toulousain - Castres olympique, le 18 août 2012.

Il arbitre régulièrement des matches de championnat de France, mais aussi de Coupe d'Europe, de Challenge européen, ainsi que des matches internationaux.
Il fait partie des dix arbitres retenus pour la Coupe du monde 2011 en Nouvelle-Zélande.
Il est désigné six fois meilleur arbitre du Top 14 pour les saisons 2010-2011, 2011-2012, 2013-2014, 2015-2016, 2016-2017 et 2020-2021 lors de la Nuit du Rugby.
Il arbitre le troisième test-match Australie - Lions lors de la Tournée des Lions britanniques et irlandais 2013.
Il officie dans le Rugby Championship en 2013, et est exclu du panel quelques mois après une décision controversée lors du match entre la Nouvelle-Zélande et l'Afrique du Sud,. Il marque cependant son retour dès le Tournoi des Six Nations 2014.
Il est à nouveau sélectionné pour la coupe du monde 2015 en Angleterre, et il arbitre le match décisif entre l'Angleterre, pays hôte de la compétition qui sera éliminé dès la phase de poule en cas de défaite, et l'Australie (13-33).
En 2017, Romain Poite est désigné arbitre pour la finale du Top 14. Il arbitre ensuite le match Hurricanes - Lions puis le troisième test-match Nouvelle-Zélande - Lions lors de la Tournée des Lions britanniques et irlandais 2017. Au cours de ce match, Romain Poite crée la polémique en refusant d'accorder une pénalité aux All blacks, à la suite d'un en-avant repris devant par les Lions dans les derniers instants de la rencontre.
En 2019, il est de nouveau sélectionné pour arbitrer des matchs de la Coupe du monde au Japon.
Il reçoit la médaille d'or de la jeunesse, des sports et de l'engagement associatif après sa participation à la Coupe du monde en 2019. Elle lui est remise par la ministre des Sports Roxana Maracineanu aux côtés de Jérôme Garcès et Pascal Gaüzère.
En 2022, il prend sa retraite d'arbitre et intègre l'encadrement du Rugby club toulonnais dirigé par Pierre Mignoni et Franck Azéma.
En 2024, il quitte le RCT pour prendre la tête, en tandem avec Mathieu Raynal, de la nouvelle cellule de haute performance de l'arbitrage mise en place par la Fédération française de rugby et la Ligue nationale de rugby.

## Distinctions
- Médaille de la jeunesse, des sports et de l'engagement associatif, or
- Chevalier de l'ordre national du Mérite (décret du 23 novembre 2022)[14]

## Palmarès d'arbitre
Arbitre de champ en phases finales :
- Coupe du monde 2011 : 
  - 4 matchs de poule :  Samoa -  Namibie,  Afrique du Sud -  Fidji,  Angleterre -  Roumanie et  Nouvelle-Zélande -  Canada
- Coupe du monde 2015 : 
  - 4 matchs de poule :  Pays de Galles -  Uruguay,  Angleterre -  Australie,  Nouvelle-Zélande -  Namibie et  Italie -  Roumanie
- Coupe du monde 2019 : 
  - 3 matchs de poule :  Russie -  Samoa,  Australie -  Pays de Galles et  Nouvelle-Zélande -  Canada
- Coupe d'Europe : quart de finale et finale en 2011, quart de finale et demi-finale en 2012, quart-de-finale en 2013, quart-de-finale de demi-finale en 2016, demi-finale en 2017, demi-finale en 2018, quart-de-finale en 2019, quart-de-finale en 2020
- Challenge européen : quart-de-finale en 2008, quart-de-finale et demi-finale en 2009, demi-finale en 2010, demi-finale en 2011, quart-de-finale et demi-finale en 2014, quart-de-finale en 2018, huitième de finale et quart-de-finale en 2021
- Top 14 : demi-finale en 2010, demi-finale en 2011, finale en 2012, barrage en 2013, barrage en 2014, barrage en 2015, demi-finale en 2016, barrage et finale en 2017, barrage en 2018, demi-finale en 2019, barrage en 2022
- Pro12 : finale en 2012

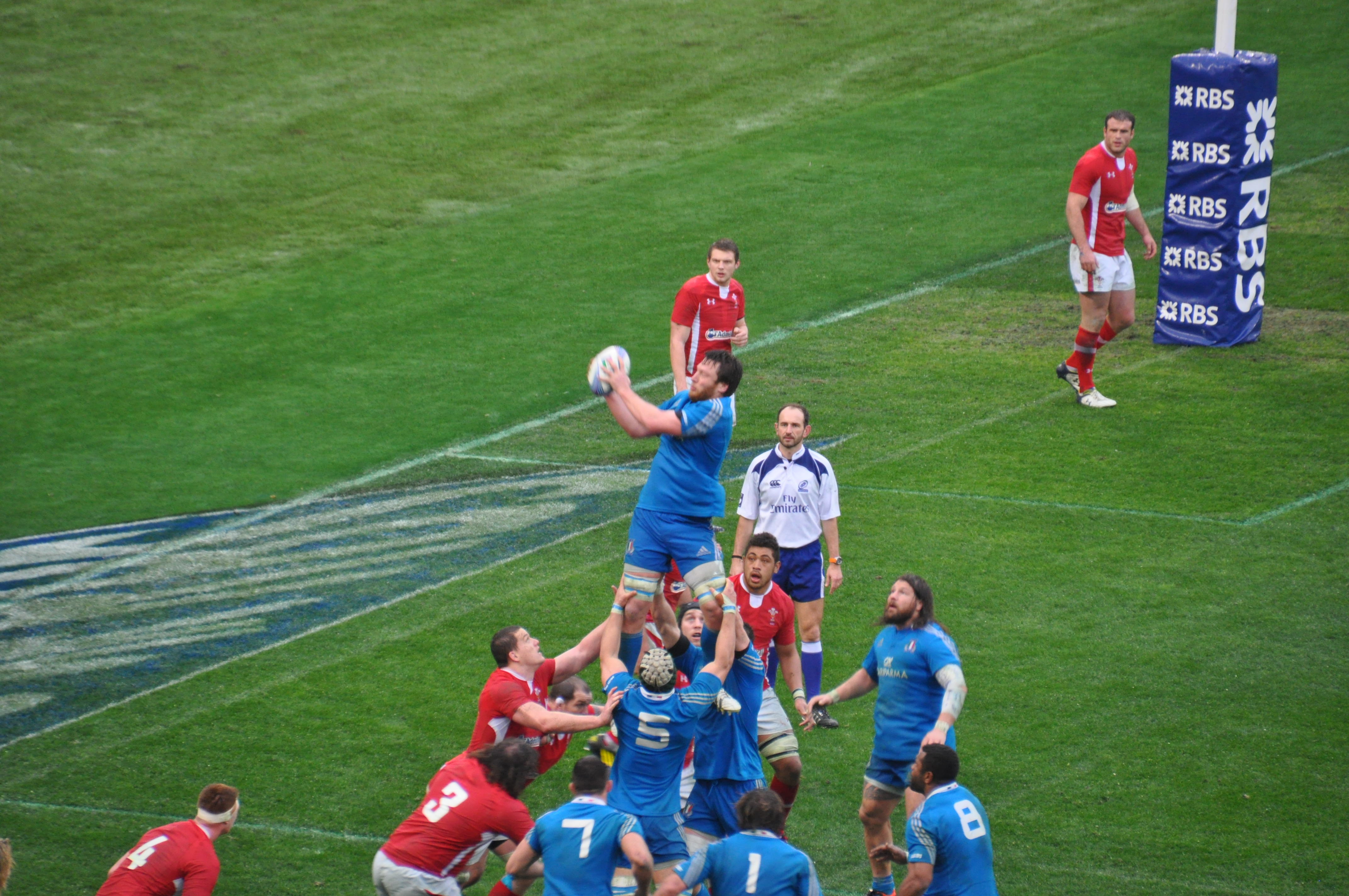
Romain Poite lors du Tournoi des Six Nations 2013.
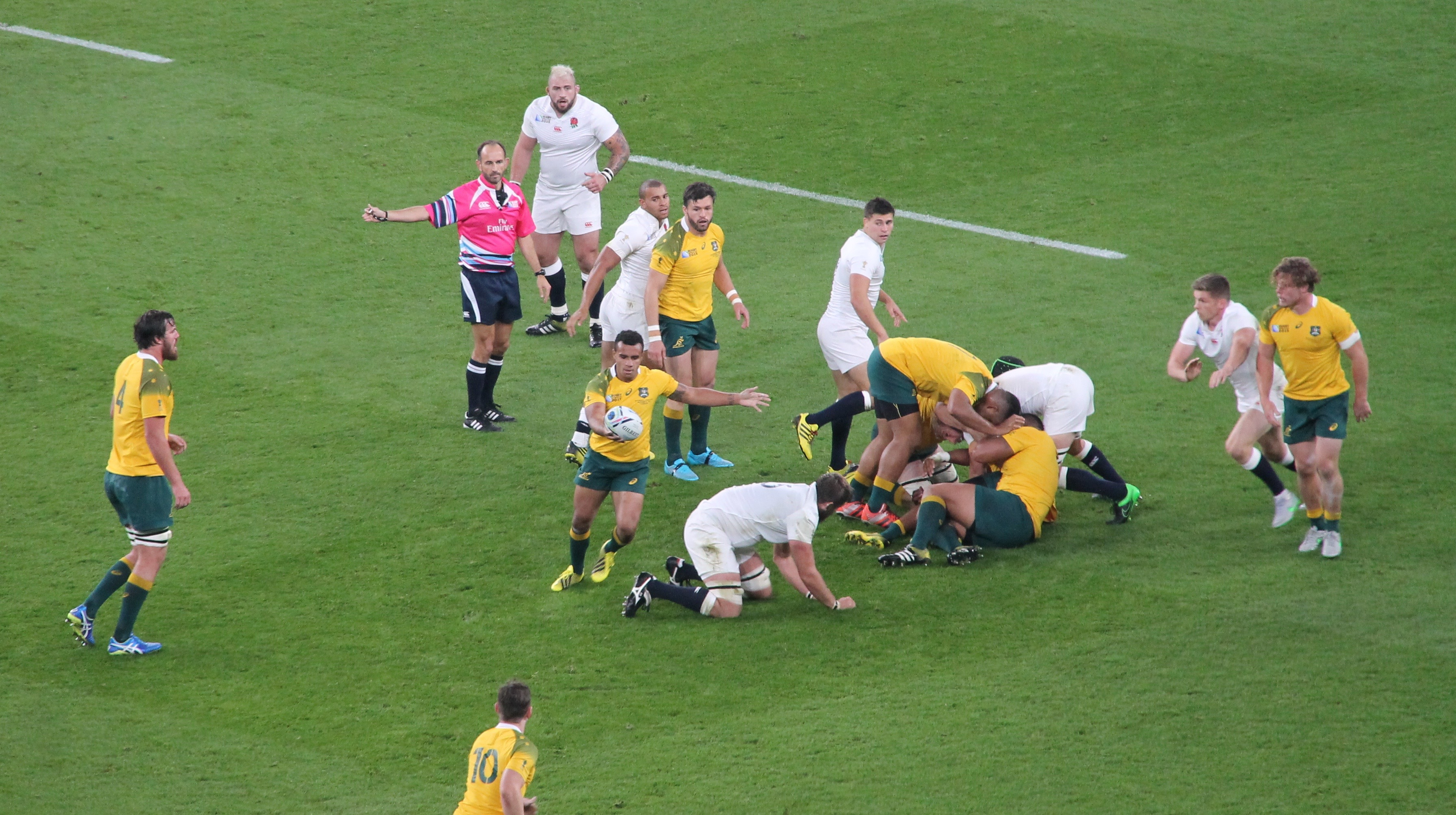
Romain Poite lors de la coupe du monde 2015.
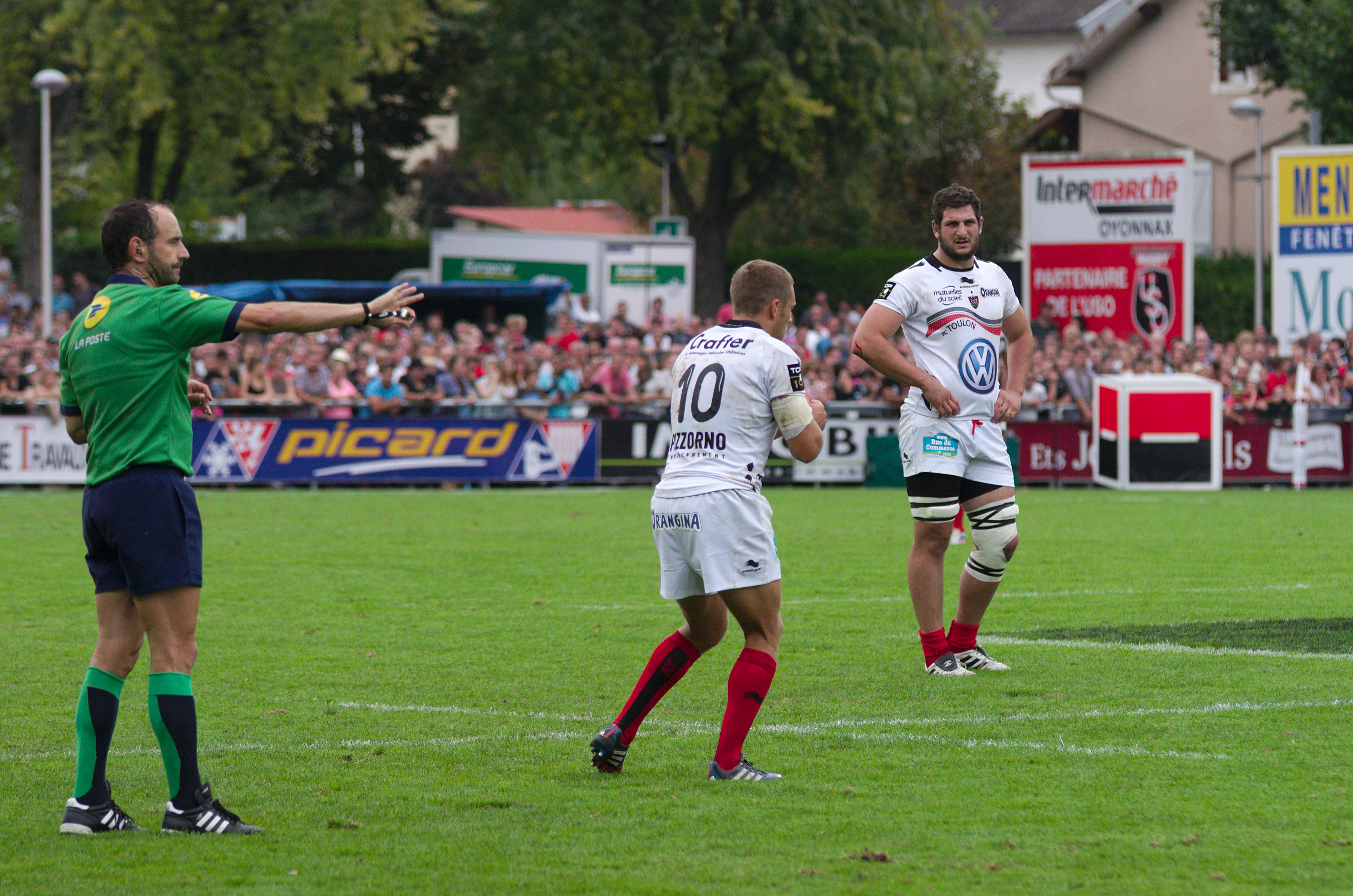
Romain Poite en Top 14.

### Distinctions personnelles
- Nuit du rugby 2011 : élu meilleur arbitre français du Top 14 saison 2010-2011
- Nuit du rugby 2012 : élu meilleur arbitre français du Top 14 saison 2011-2012
- Nuit du rugby 2014 : élu meilleur arbitre français du Top 14 saison 2013-2014
- Nuit du rugby 2016 : élu meilleur arbitre français du Top 14 saison 2015-2016
- Nuit du rugby 2017 : élu meilleur arbitre français du Top 14 saison 2016-2017
- Nuit du rugby 2021 : élu meilleur arbitre français du Top 14 saison 2020-2021